# Music from Another Dimension!
Music from Another Dimension! je album rock skupine Aerosmith. Izšel je leta 2012 pri založbi Columbia Records.

## Seznam skladb
1. "Luv XXX" - 5:17
2. "Oh Yeah" - 3:41
3. "Beautiful" - 3:05
4. "Tell Me" - 3:45
5. "Out Go the Lights" - 6:55
6. "Legendary Child" - 4:15
7. "What Could Have Been Love" - 3:44
8. "Street Jesus" - 6:43
9. "Can't Stop Lovin' You" (featuring Carrie Underwood) - 4:04
10. "Lover Alot" - 	3:35
11. "We All Fall Down" - 5:14
12. "Freedom Fighter" - 3:19
13. "Closer" - 4:04
14. "Something" - 4:37
15. "Another Last Goodbye" - 5:47